# الحي (العراق)
الحي أو قضاء الحي بلدة عراقية ومركز قضاء في محافظة واسط يُقدّر تعداد سكان المدينة بحوالي 171 ألف نسمة، أمّا القضاء فيُقدّر بحوالي 280 ألف نسمة تقريبا.

## الموقع
تقع على ضفاف نهر الغراف وموقعها في جنوب محافظة واسط وتتوسط مدينة الحي بين مدينتي الكوت من الشمال ومدينة قلعة سكر من الجنوب و جنوب محاديه للمدينة الحي حدود مع قضاء الفجر تباع محافظة ذي قار يقع على بعد 3 كم جنوب غربي المدينة الحي وتبعد عن مدينة الكوت ب 40 كم وعن مدينة قلعة سكر. (محافظة ذي قار) ب 30 كم وعن مدينة بغداد ب 220 كم. وتعرف الحي بموسمها الزراعي المتميّز حيث يزرع فيها الشعير والحنطة والذرة الصفراء والبيضاء والسمسم وزهرة الشمس.

## الآثار
يقع فيها مرقد التابعي سعيد بن جبير الذي قتله الحجاج بن يوسف الثقفي كما أن بها مرقدي السيد محمد الحائري الملقّب بالعكار والسيد أبو ذر وهما من أبناء الإمام موسى بن جعفر الكاظم حسب بيان المختصين وهما يقعان شرق المدينة بمسافة لا تتجاوز 15 كم
تشتهر مدينة الحي بتراثها الأدبي والشعري الذي يستمد روعته وأصالته منذ القدم ويعرف عن معظم أهلها حبّهم للشعر العربي والشعبي.

## المجتمع
غالبية مجتمع مدينة الحي عربي الأصل من مختلف عشائر العراق تسكنها عشائر قبيله عتاب ومياح و كنانة وزبيد و شُمّر و طيء كما أن بها عدد من الصابئة المندائية و بني ركاب (قبيلة) وكذلك الكرد الفيليين ومنهم الفرس ومنهم اللُّر، و قديماً كان يسكنها اليهود.

## أعلامها
- حمزة قفطان، (1889 - 1923) شاعر.